# Polymastia villosa
Polymastia villosa är en svampdjursart som beskrevs av Desqueyroux-Faúndez och van Soest 1997. Polymastia villosa ingår i släktet Polymastia och familjen Polymastiidae.
Artens utbredningsområde är havet kring Galapagosöarna. Inga underarter finns listade i Catalogue of Life.